# Hypnella dozyana
Hypnella dozyana là một loài rêu trong họ Sematophyllaceae. Loài này được Renauld & Cardot mô tả khoa học đầu tiên năm 1896.